# .41 Magnum
.41 Remington Magnum (.41 Magnum) или 10,4х33R — револьверный патрон, созданный в 1964 году компанией Remington Arms Company. Занимает промежуточное положение между .357 magnum и .44 magnum.

## История
В начале 1960-х годов работники полиции, а также энтузиасты стрелкового спорта и охоты вышли с ходатайством к оружейным и патронным фирмам о создании личного оружия под патрон, находящийся в диапазоне мощности между патронами .357 Magnum и .44 Magnum, и не имеющий недостатков, присущих этим патронам. Патрон .357 Magnum имел недостаточную мощность с коротким стволом, а .44 Magnum — чрезмерную мощность, сильную отдачу, громоздкое и тяжелое оружие под него для полицейского применения.
Исходя из этих соображений Компания Remington Arms Company, разработала и в 1964 году представила новый патрон, предназначенный для охоты и правоохранительных целей — .41 Remington Magnum.

## Описание
Гильза патрона латунная, цилиндрической формы с выступающем фланцем и кольцевой проточкой. В капсюльное гнездо запрессован капсюль центрального боя. Оболочка из томпака, сердечник свинцовый, головная часть пули оживальной формы с притупленным кончиком. Пуля патрона может быть как оболочечная так и полуоболочечная. Заряд пороха разгонял пулю до 365 м/с, сообщая ей энергию в 910 Дж.
На практике патрон получился излишне мощным, с отдачей близкой к .44 Magnum. Кроме того, револьверы, выпущенные фирмой Smith & Wesson, были простой адаптацией тех самых громоздких и тяжелых уже существующих моделей калибра .44 Magnum под новый патрон. Данные факторы не позволили принять этот патрон в качестве полицейского, хотя он по прежнему преподносится, как таковой. В то же время, патрон получил некоторую популярность в качестве охотничьего из-за, как считается, меньшей отдачи и более настильной траектории стрельбы, чем у патрона .44 Magnum. Патрон производится в различном снаряжении, как в США, так и в Европе несколькими предприятиями.